# Index-Katalog
Der Index-Katalog (IC) bezeichnet einen Katalog von galaktischen Nebeln, Sternhaufen und Galaxien.
Ursprünglich gab es zwei Kataloge, den ersten Index-Katalog (IC I) und etwas später den zweiten Index-Katalog (IC II). Heutzutage fasst man beide unter dem Begriff Index-Katalog (IC) zusammen.
Beide Index-Kataloge sind Erweiterungen des NGC und wie dieser von Johan Ludvig Emil Dreyer zusammengestellt. Der IC I wurde 1895 veröffentlicht und enthält astronomische Objekte, die nach der Veröffentlichung des NGC 1888 bis 1895 entdeckt wurden. Der IC II wurde 1908 veröffentlicht und enthält die Objekte, die zwischen 1895 und 1908 entdeckt wurden.
Der gesamte Index-Katalog enthält ca. 5500 Objekte. Darunter sind auch wenige Objekte des Messier-Katalogs, die nicht im NGC-Katalog enthalten sind.
Auch der Index-Katalog enthält wie der NGC-Katalog Fehler. An einer Verbesserung arbeitet das NGC/IC-Projekt. Als teilweise verbesserte Versionen der NGC/IC-Kombination gelten der NGC 2000.0-Katalog und der Revised NGC/IC-Katalog. Diese sind nicht mit der korrigierten Version des NGC-Katalogs, dem RNGC, zu verwechseln.
Echte Nachfolger dieser Kataloge gibt es nicht. Seit dem frühen 20. Jahrhundert wurden Kataloge nur noch speziell für die einzelnen Objekttypen angelegt. Insbesondere existieren einige Galaxienkataloge.

## Objekte des Index-Katalogs (Auswahl)
- IC 10 (1889 entdeckte Galaxie im Sternbild Kassiopeia)
- IC 405 (diffuser Nebel)
- IC 418 (Spirograph-Nebel)
- IC 434 (Emissionsnebel im Sternbild Orion)
- IC 1396 (offenen Sternhaufens im Sternbild Kepheus)
- IC 1459 (Galaxie im Sternbild Kranich)
- IC 1613 (Galaxie im Sternbild Walfisch)
- IC 1805 (Herznebel ein Emissionsnebel im Sternbild Kassiopeia)
- IC 1848 (Seelennebel ein Emissionsnebel im Sternbild Kassiopeia)
- IC 2602 (Südliche Pleiaden, offener Sternhaufen im Sternbild Kiel des Schiffs)
- IC 4191 (planetarischer Nebel im Sternbild Fliege)
- IC 4406 (Retina-Nebel)
- IC 4553 (Galaxie im Sternbild Schlange)
- IC 4592/IC 4601 (400 Lichtjahre entfernter Reflexionsnebel im Sternbild Skorpion, dessen Licht von dem Vierfach-Sternsystem Nu Scorpic stammt)
- IC 4593, ein planetarischer Nebel im Sternbild Herkules
- IC 4651 (Sternhaufen im Sternbild Altar)
- IC 4665 (Sternhaufen im Sternbild Schlangenträger)
- IC 4895 (irreguläre Galaxie der Lokalen Gruppe)